# Miroslav Budinov
 Miroslav Budinov  (tiếng Bulgaria: Мирослав Будинов; sinh 23 tháng 1 năm 1986) là một cầu thủ bóng đá Bulgaria thi đấu ở vị trí tiền đạo cho Septemvri Sofia.